# والتر خیمنز
والتر خیمنز (انگلیسی: Walter Jiménez؛ زادهٔ ۲۹ اوت ۱۹۷۷) بازیکن فوتبال اهل آرژانتین است.
از باشگاه‌هایی که در آن بازی کرده‌است می‌توان به باشگاه فوتبال ال پورونیر، باشگاه فوتبال بانفیلد، و باشگاه فوتبال جیمناسیا لاپلاتا اشاره کرد.